# Зинабатдинов, Дилявер
Дилявер Зинабатдинов (23 февраля 1933, Коренково — 12 сентября 1999, Чистополье, АР Крым) — бригадир механизированной изоляционно-укладочной колонны строительного управления № 3 треста «Средазнефтегазстрой» Министерства строительства предприятий нефтяной и газовой промышленности СССР, гор. Фрунзе Киргизской ССР. Герой Социалистического Труда (1973).

## Биография
Родился 23 февраля 1933 года в деревне Коп-Такиль Ленинского района в семье мастера металлургического завода им. Войкова в Керчи. Отец Дилявера погиб во время Великой Отечественной войны при обороне Перекопа. После смерти матери в 1944 году воспитывался бабушкой. Окончил школу механизаторов. В 1944 году депортирован в Узбекскую ССР.
В 1957 году вместе с супругой переехал в Бухару, где стал трудиться трактористом-бульдозеристом в СУ № 3 треста «Средазнефтегазстрой». Позднее обучался в Москве на курсах машиниста газопроводов. Был назначен бригадиром механизированой изоляционно-укладочной колонны в этом же строительном управлении. Бригада Дилявера Зинабатдинова, участвовуя в строительстве четвёртой линии газопровода Средняя Азия — Центр, досрочно выполнила плановые производственные задания и была награждена почётным званием «Бригада коммунистического труда».
В последующие годы участвовал в строительстве газопровода Бухара — Урал через Аральское море, Челябинск, Магнитогорск и Свердловск. За выдающиеся трудовые результаты при строительстве газопровода был награждён в 1964 году первым о
рденом Ленина. В 1971 году за досрочное выполнении производственных заданий при строительстве газопровода «Дружба» был награждён орденом Трудового Красного Знамени.
Указом Президиума Верховного Совета СССР от 30 декабря 1973 года удостоен звания Героя Социалистического Труда «за проявленную трудовую доблесть и достижение выдающихся успехов в выполнении социалистических обязательств, принятых на 1973 год» с вручением ордена Ленина и золотой медали Серп и Молот.
Жил в посёлке Сырдарья, с 1966 года – в столице Узбекской ССР Ташкенте. Выйдя в октябре 1995 года на заслуженный отдых, в том же году вернулся на свою малую родину, в Автономную Республику Крым, где поселился в селе Чистополье Ленинского района. Персональный пенсионер с 1989 года.
Умер 12 сентября 1999 года. Похоронен на Чистопольском сельском кладбище в Ленинском районе Республики Крым.
Награды и звания
- Герой Социалистического Труда
- Орден Ленина — дважды (1964, 1973)
- Орден Трудового Красного Знамени (1971)